# Wsewolod Wassiljewitsch Antonow-Romanowski
Wsewolod Wassiljewitsch Antonow-Romanowski (russisch Всеволод Васильевич Антонов-Романовский; * 25. Februar 1908 in Lüttich; † 1. Oktober 2006) war ein russischer Physiker.

## Leben
Antonows Vater war der Revolutionär Wassili Grigorjewitsch Antonow (1882–1967), der 1908 auf den Rat Anatoli Wassiljewitsch Lunatscharskis mit seiner Familie nach Italien ausreiste und im Herbst 1917 nach Russland zurückkehrte. Nach der Oktoberrevolution während des Russischen Bürgerkriegs lebte er in Tschita und Wladiwostok, wo er zu den Gründern der Fernöstlichen Republik gehörte. Danach lebte er mit unterschiedlichen Tätigkeiten wieder im Ausland.
Wsewolod Antonow lebte ab 1924 bei Verwandten in Schtschigry, wo er 1925 den Schulbesuch abschloss. 1926 begann er das Studium an der physikalisch-mathematischen Fakultät der Universität Moskau (MGU), das er im November 1930 im Fach Theoretische Physik abschloss. Während des Physik-Praktikums 1929 war er mit Sergei Iwanowitsch Wawilow bekannt geworden.
Nach dem Studium fand Antonow wie auch seine Kommilitonen Walentin Alexandrowitsch Fabrikant, Wladimir Morosow, Wiktor Ginsburg und Walentin Pulver eine Anstellung im lichttechnischen Laboratorium des Moskauer Elektrotechnischen Instituts. Antonows erste wissenschaftliche Arbeit wurde 1930 veröffentlicht.
1932 wechselte Antonow zum Institut für Physik der MGU. Dort untersuchte er als Aspirant 1933–1936 die Phosphoreszenz für die Promotion zum Kandidaten der physikalisch-mathematischen Wissenschaften. Als dann Wawilow den Kandidaten Antonow dem Sekretär der Akademie der Wissenschaften der UdSSR (AN-SSSR, seit 1991 Russische Akademie der Wissenschaften (RAN)) Nikolai Petrowitsch Gorbunow für das Laboratorium für Phosphoreszenz des Physik-Instituts (FIAN) der AN-SSSR vorschlug, untersuchte Antonow im FIAN, in dem er bereits 1935 angestellt war, als Doktorand 1936–1940 den Mechanismus der Phosphoreszenz, worauf er zum Doktor der physikalisch-mathematischen Wissenschaften promoviert wurde. Darauf wurde er dort wissenschaftlicher Seniormitarbeiter und Berater.
Während des Deutsch-Sowjetischen Krieges war Antonow zusammen mit Wadim Leonidowitsch Ljowschin, S. L. Morgenstern und S. A. Trapesnikowa nach Kasan evakuiert. Antonow organisierte die Produktion der Infrarot-Ferngläser BI-8 und BI-12. Er entwickelte zusammen mit Igor Borissowitsch Keirim-Markus ein Gammastrahlung-Dosimeter, das später bei den ersten Raumflügen eingesetzt wurde. In den 1950er Jahren veröffentlichte Antonow zusammen mit Boris Iwanowitsch Stepanow, M. W. Fock und I. P. Chapaljuk eine Untersuchung der Lumineszenz eines Systems mit drei Energieniveaus mit Beschreibung der entdeckten negativen Lumineszenz. 1966 erschien Antonows Monografie über die Kinetik der Photolumineszenz in Lumineszenz-Kristallen.
Nach einem schweren Herzinfarkt begann Antonow zu laufen. Regelmäßig lief er von seiner Wohnung zu seinem Arbeitsort und zurück. Im Alter von 70 Jahren bestieg er den Pamir mit einem 35 kg schweren Rucksack.

## Ehrungen, Preise
- Medaille „Für heldenmütige Arbeit im Großen Vaterländischen Krieg 1941–1945“
- Orden des Roten Banners der Arbeit
- Mandelstam-Preis der AN-SSSR (1947 zusammen mit W. L. Ljowschin, S. L. Morgenstern und S. A. Trapesnikowa) für die Untersuchung der Lumineszenz im Infrarotbereich
- Stalinpreis II. Klasse (1952)
- Ehrenzeichen der Sowjetunion (1953)
- S.-I.-Wawilow-Goldmedaille (1985) für Arbeiten zur Rekombinationslumineszenz des Festkörpers[3]